# Rubin
| Rubin |
| --- |
| Oslipad rubin från Winza nära Mpapwa, i Dodoma-regionen i Tanzania. - Kategori – mineral - Kemi – aluminiumoxid (Al2O3) - Färg – röd - Streck – vitt - Kristallstruktur – - Brott – småmussligt, splittrigt, ojämnt - Mohs – 9 - Ljusbrytning – 1,766-1,774 - Dubbelbrytning – 0,008 - Spaltning – ingen - Densitet – 3,97-4,05 g/cm3 - Dispersion – 0,008 - Smältpunkt 2 050 °C |

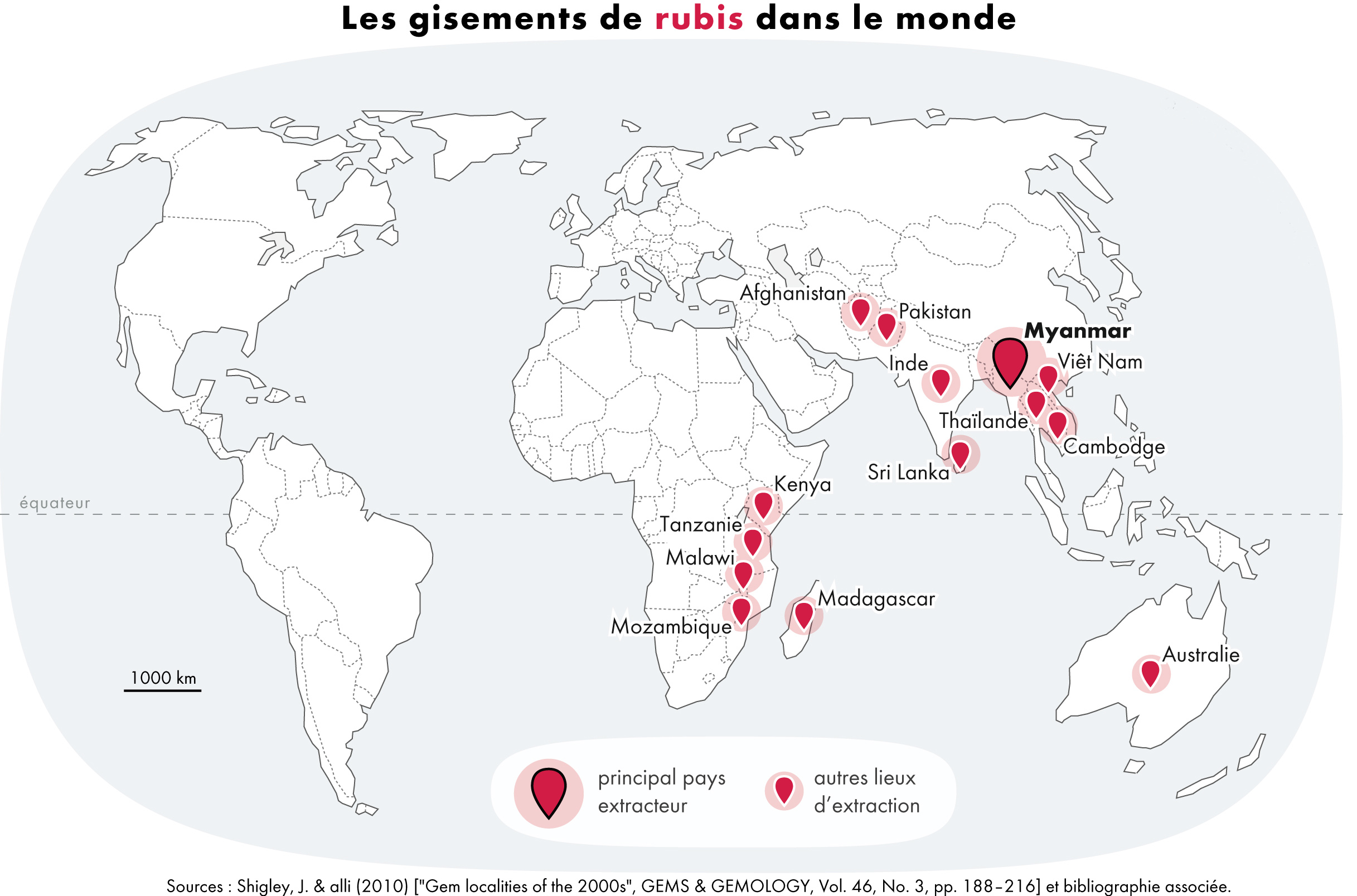
De viktigaste rubinproducerande länderna

Rubin (medeltidslatin: rubinus, efter latinets ruber eller rubeus, 'röd') är en värdefull ädelsten och en röd varietet av mineralet korund (aluminiumoxid). Den röda färgen (som ibland kan tona åt brunt) beror på mycket små mängder krom.
Äkta rubiner är mycket exklusiva. Syntetiska stenar kan dock skapas till ett lågt pris, och dessa används till olika mekaniska precisionsinstrument – inklusive klockor och lasrar.

## Varieteter och namn
Rubin är en av flera olika korundvarieteter som förekommer som ädelsten; några andra är safir, stjärnsafir och stjärnrubin. En rubin som tonar tydligt i rosa istället för rött brukar beskrivas som en rosa safir (engelska: pink sapphire).
Stjärnsafir och -rubin är mestadels mjölkiga safirer respektive rubiner av gråblå eller lilaröd färg. I dem framträder tydligt en rörlig ljusstjärna (asterism) med sex strålar i koncentrerat sol- eller lampljus. Stjärnan uppstår av nålar av titanoxiden rutil, alternativt järnoxiden hematit. Det är främst de svarta stjärnsafirerna från Thailand, Australien och Afrika som får sina stjärnor av mikroskopiska hematitplattor.
En stjärna med sex strålar kommer av att rutilnålarna eller hemaitplattorna bildats och utvecklats i tre riktningar. I sällsynta fall finns både hematitplattor och rutilnålar i stenen. Eftersom dessa inte bildas i samma vinklar uppstår då två stjärnor på varandra, eller vad man brukar kalla en dubbelstjärna. Resultatet blir en tolvstrålig stjärna.
Ytterligare en variant av korund med egennamn finns, nämligen padparadscha. Namnet sägs härstamma från det singalesiska ordet för lotusblomma, ett namn som beskriver stenens färg. Det enda som kännetecknar en padparadscha är en färg med både rosa och orange i. De allra finaste padparadschorna är värdefullare än de finaste blå safirerna och hittas främst på Sri Lanka, men denna ädelstensvariant kan även påträffas i Tanzania och Madagaskar. Nuförtiden är dock många av dessa stenar värmebehandlade med tillsats av grundämnet beryllium i pulverform. Detta gör att de ofta mindre attraktiva safirerna antar padparadschafärg. Det är tveksamt om dessa diffusionsbehandlade korunder kan klassificeras som äkta padparadscha.

### Karbunkel
Rubin kallades förr ”karbunkel”. Detta var emellertid benämningen på andra starkt glänsande, rödfärgade ädelstenar såsom spinell och granat. Även turmalin har historiskt setts som en variant av rubin.
Rubinen (karbunkel) omnämns redan i Bibeln (Andra Mosebok 28:18). Albertus Magnus tillskrev den på 1200-talet egenskapen att få gifter att gå upp i rök. Hildegard av Bingen trodde att den skyddade mot djävulsverk och sjukdomar.

## Förekomst
Fyndigheter av rubin finns i Afrika, Grönland, Asien, Australien och delar av Europa. De största rubinfyndigheterna finns i Myanmar (där fynden med bäst färg kommer från Mogok-området), Sri Lanka och Thailand; Thailand är den största producenten av rubiner. I det Europeiska fastlandet är det bara i Republiken Nordmakedonien, där det förekommer naturliga rubiner. Dessa kan hittas främst runt staden Prilep och har en unik hallonröd färg.Äkta rubiner har även hittats i delstaterna Montana och South Carolina i USA. Spineller kan ofta finnas i samma område som rubiner, och ofta tas dessa miste på. De finaste röda spinellerna kan dock ha samma värde som genomsnittliga rubiner, men är extremt sällsynta i storlekar över ett fåtal carat.  
Vissa fyndorter har emellertid tillkommit de senaste decennierna, och Madagaskar är numera en betydelsefull källa. I Burma finns en relativt ny förekomst i Mong Hsu, där man ofta värmebehandlar stenarna för att ge dem en mer mättad färg och samtidigt högre genomskinlighet. Även i flera afrikanska länder har nya förekomster upptäckts, exempelvis i Moçambique. Rubinerna från samtliga dessa tre fyndorter håller generellt en mycket låg kvalitet, med en klarhet som i sig inte är tillräcklig för smyckesproduktion. I de flesta fall krävs sprickfyllnadsbehandlingar (med exempelvis blyhaltigt glas eller borax) för att osynliggöra frakturer och därigenom förbättra klarheten. 
En ny förekomst av rubiner med genomgående hög kvalitet har hittats i Dodomaregionen i Tanzania. En stor andel av rubinerna från denna fyndighet behöver varken värmebehandlas eller förbättras på annat sätt, och särskilt fina exemplar har påträffats som betingat mycket höga priser. 
Sammantaget har situationen för rubiner sedan slutet av 1900-talet förändrats radikalt vad gäller behandlingar. En mycket stor andel av de rubiner som säljs billigt på internet har blivit utsatta för andra behandlingar än den traditionellt accepterade värmebehandlingen (vilken i sig använts i över 1 000 års tid).

## Egenskaper
Rubiner har en hårdhetsgrad på 9, och endast diamanten överträffar dem i hårdhet. Deras värde bedöms efter flera kriterier, som storlek, färg, klarhet och slipning. Färgen bör vara djupröd, och bra färg är viktigare än absolut renhet. Ingen naturlig rubin är felfri. En vanlig uppfattning bland lekmän, och även vissa kunniga i ämnet, är att syntetiska (konstgjorda) är helt felfria. Detta är inte tillnärmelsevis sant. På senare år har många företag och privatpersoner skapat förfalskningar med inneslutningar för att likna naturliga rubiner. Därför krävs en mycket skicklig gemmolog för att skilja mellan en syntetisk och naturlig rubin. Detta kan göras antingen genom analys av rubinens inneslutningar i mikroskop, eftersom inneslutningarna i naturliga och syntetiska rubiner ofta skiljer sig åt en aning på olika punkter, eller med mycket avancerade instrument.
Syntetiska rubiner används till laser och urverk. Denna produktion har pågått sedan tidigt 1900-tal.
En av de största rubinerna är Rajaratnarubinen, som väger 2 475 carat (495 g). Neelanjalirubinen är en av de största dubbelstjärnerubinern med sin vikt på 1 370 carat (274 g). Båda dessa ägs av G. Vidyaraj från Bangalore i Indien. Den (anno 2023) största rubinen är 125West Ruby, en opolerad ädelsten med en vikt på 18 696 carat.

## Historia och i kulturen
Rubinen räknas som en av de dyraste och mest eftertraktade ädelstenarna. Inom kulturen ses den som både en symbol för kärlek och kunglig värdighet. Därför syns den ofta i utsmyckningen av olika riksregalier.
Rubinen räknas som månadssten för juli månad. Den har också symboliskt kopplats samman med solen.
Rubiner har uppskattats särskilt i Asien, och de började handlas med längs med Sidenvägen redan runt år 200 f.Kr. Kinesiska ädlingar prydde redan tidigt sina rustningar med rubiner, i tron att detta skulle ge dem extra skydd. Myanmar har varit en viktig källa till rubiner sedan åtminstone år 600 e.Kr., och sedan 1990-talet är det fyndorterna i Mong Hsu-regionen i landet som är den mest betydelsefulla.
Ordet rubin förekommer i svensk skrift sedan 1541, och förr var även stavningen robin vanlig. Runt år 1800 upptäcktes att safir och rubin båda två var varianter av korund.
De första lasrarna konstruerades i början av 1960-talet med hjälp av rubiner. I produktionen av lasrar används numera både naturliga och syntetiska rubiner.

## Galleri

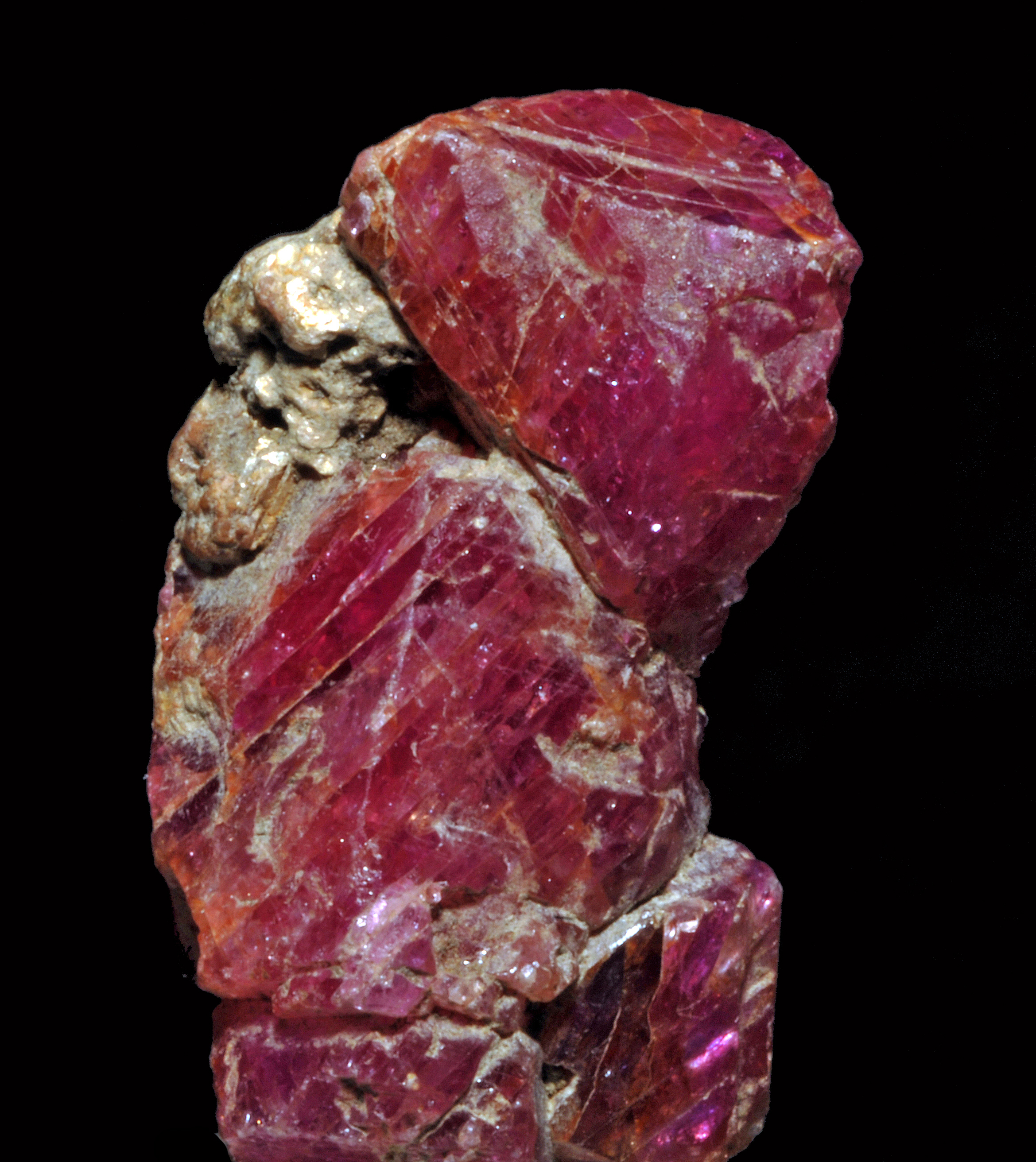
Lila och rosa kristaller av korund var. rubis på matris.
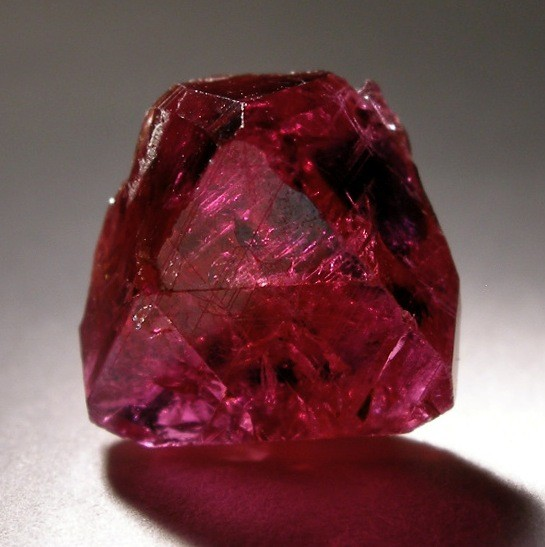
Glänsande och ros/körsbärsröd rubinkristall från Tanzania.
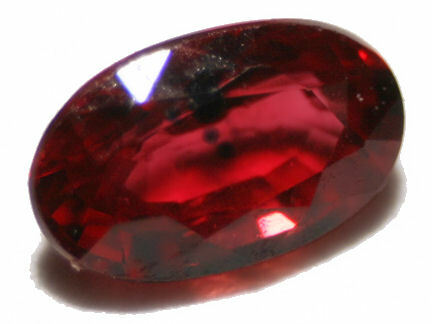
Slipad rubin.
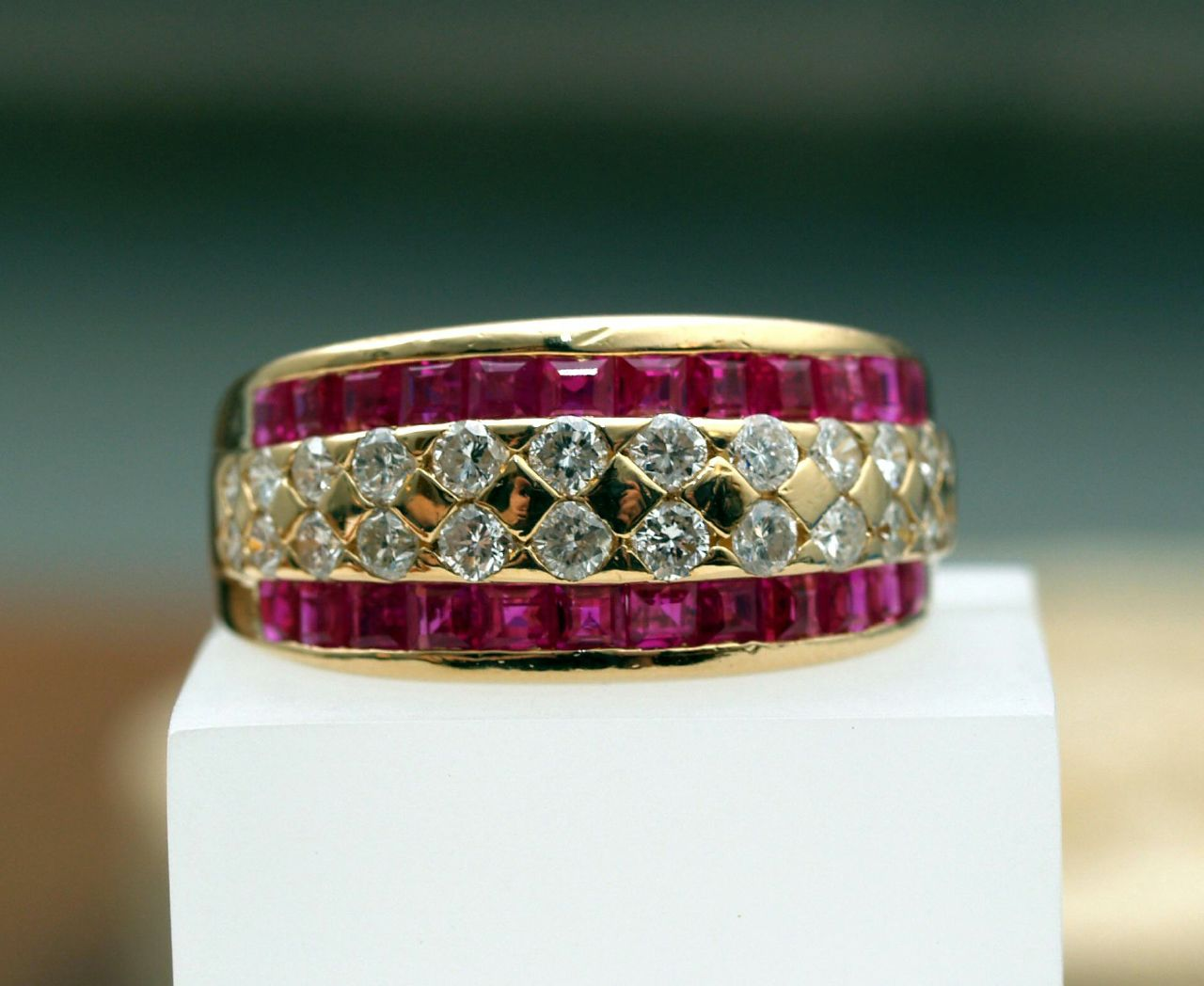
Armband med rubiner och diamanter.
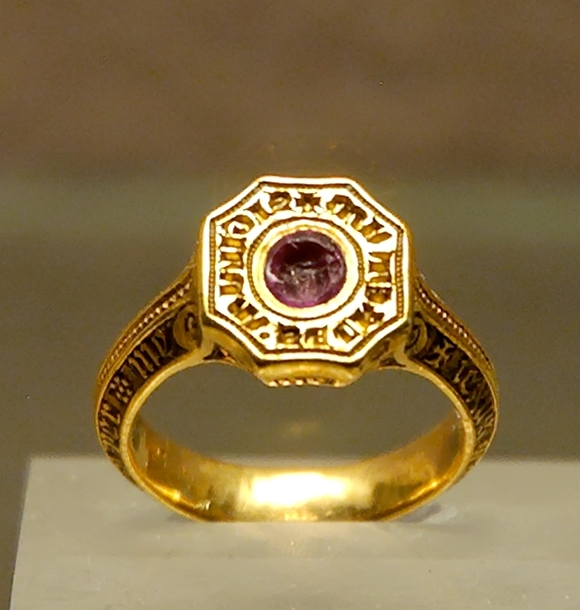
Den "svarte prinsens" (1330–1376) signetring i guld och rubin.
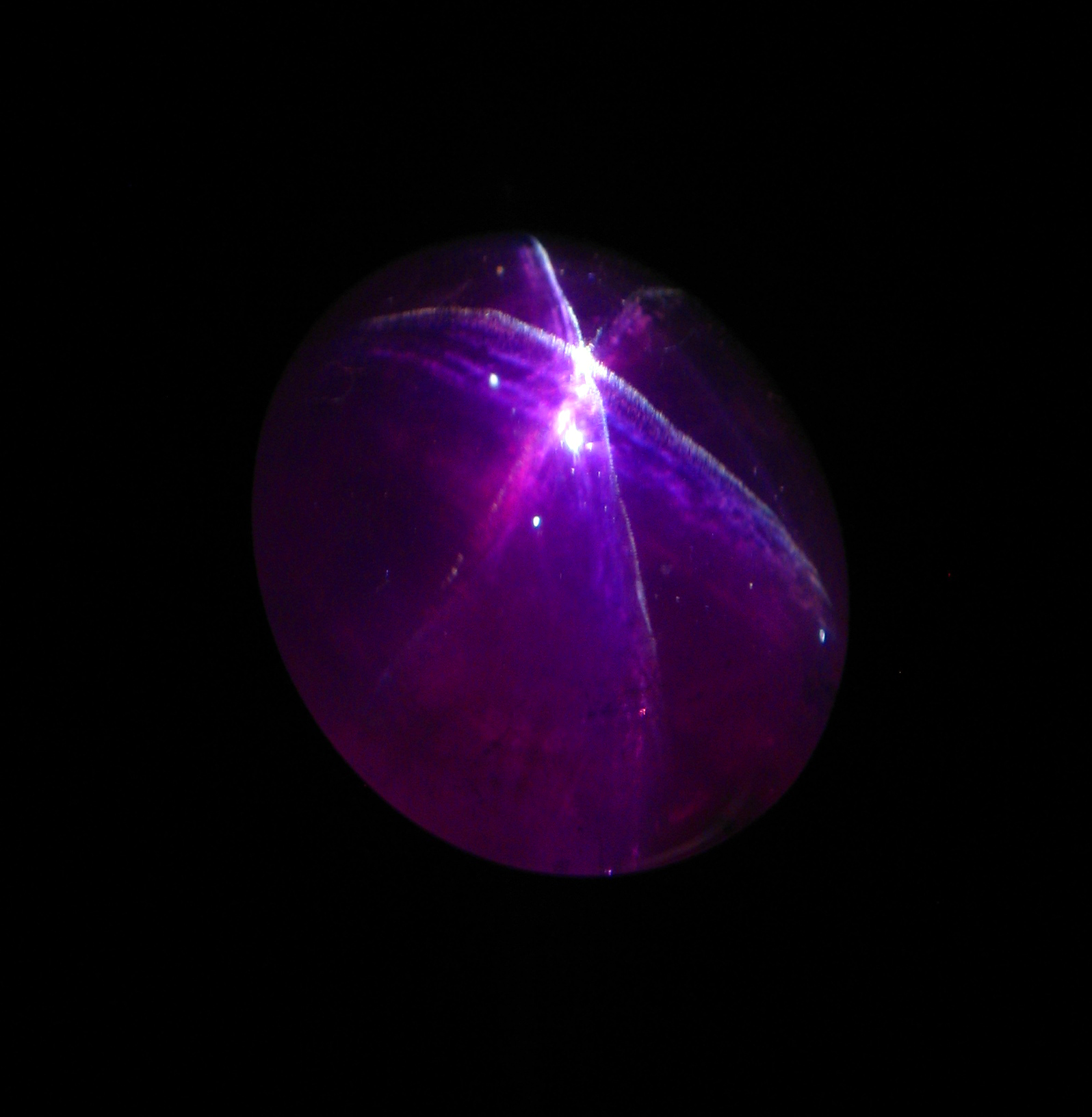
Rosser Reeves-rubinen (med tydlig asterism) från Sri Lanka.
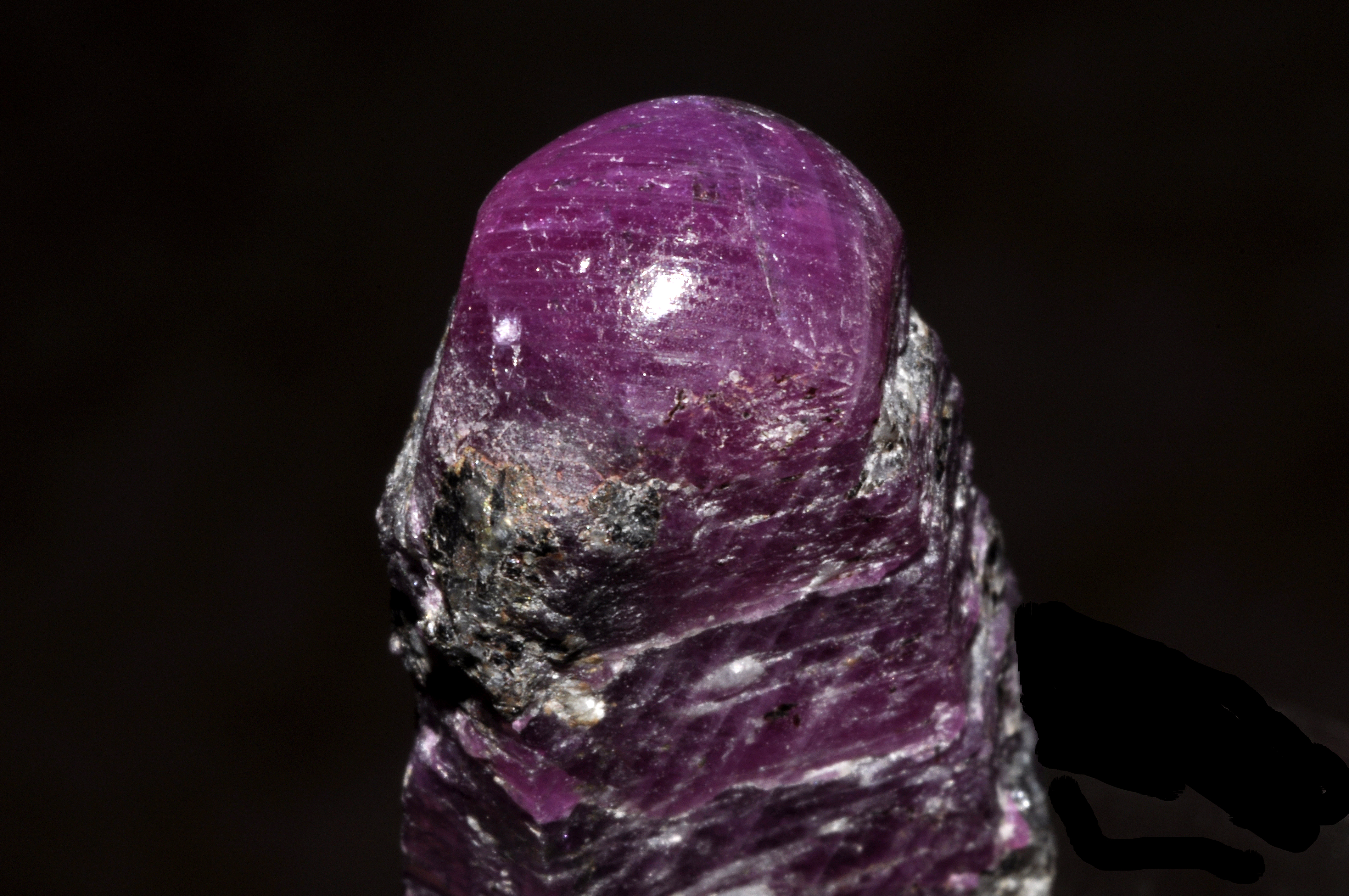
Kristaller av rubin.
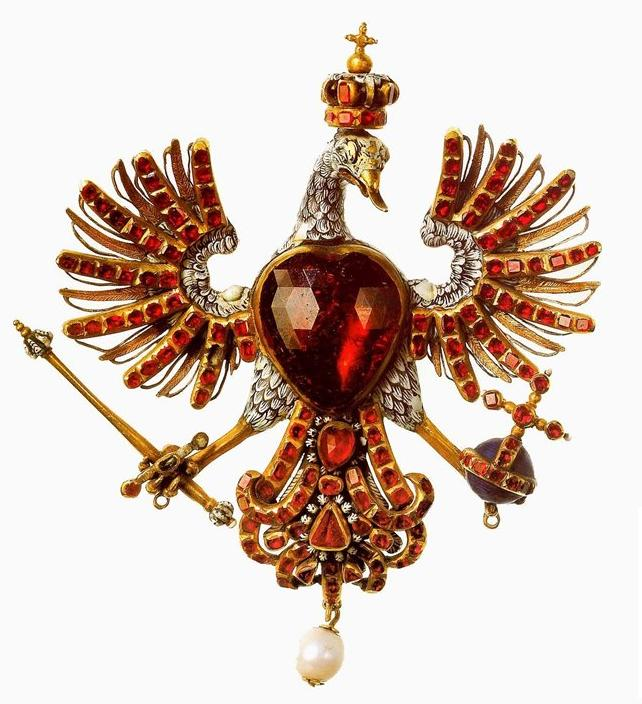
Polsk heraldisk örn med granater och rubiner.
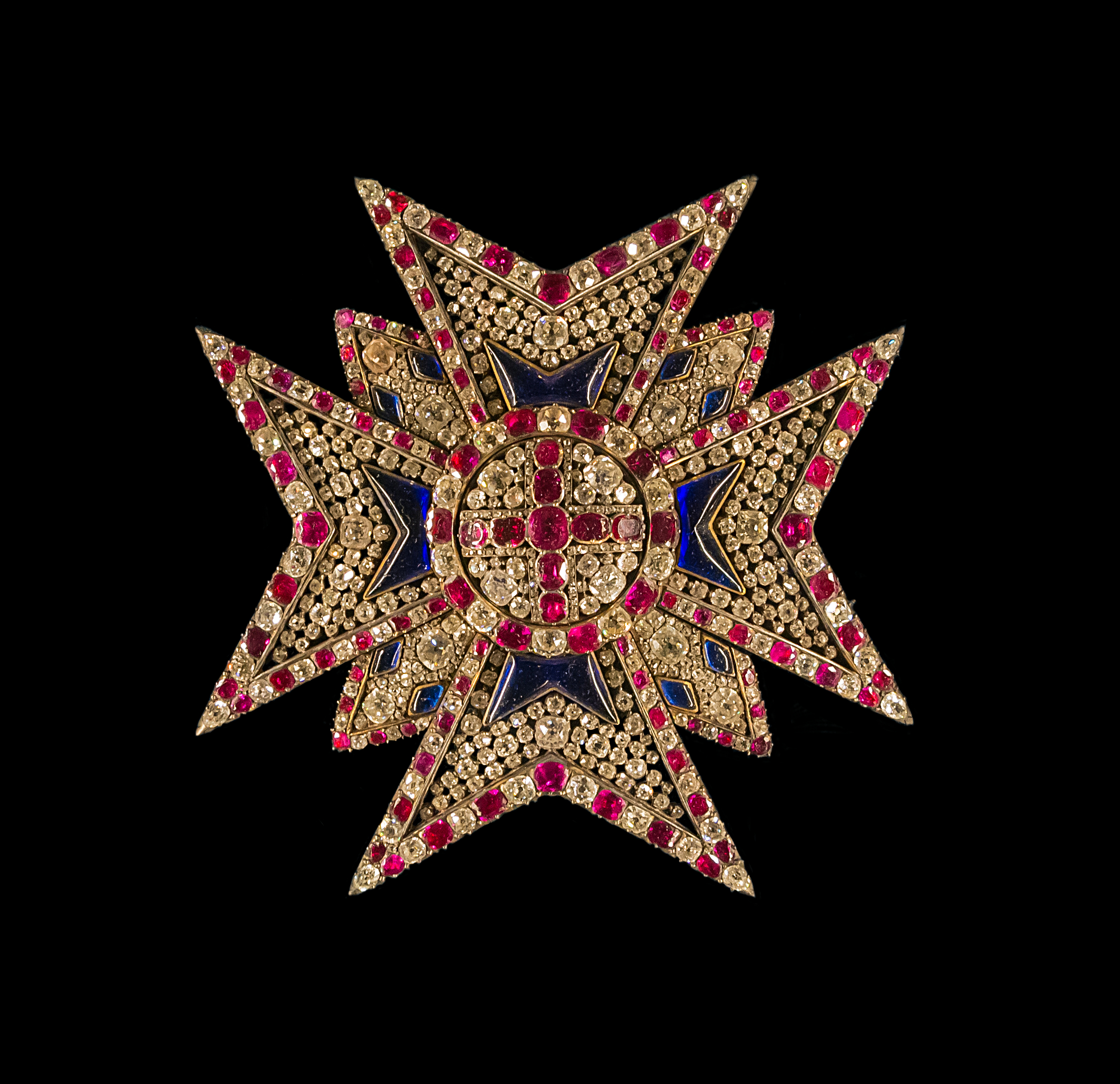
Briljant- och rubinförsedd ordensstjärna i Sankt Georgsorden.
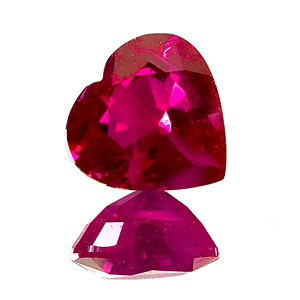
Rubin slipat till ett hjärta.
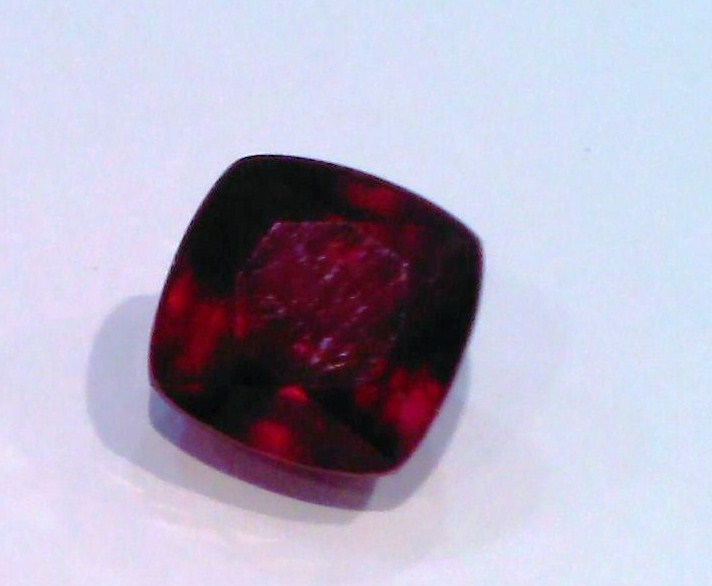
Värmebehandlad rubin.
Ebba Brahes förlovningsring med rubin och rosenstenar.
Trolovningsring i guld med rubin.
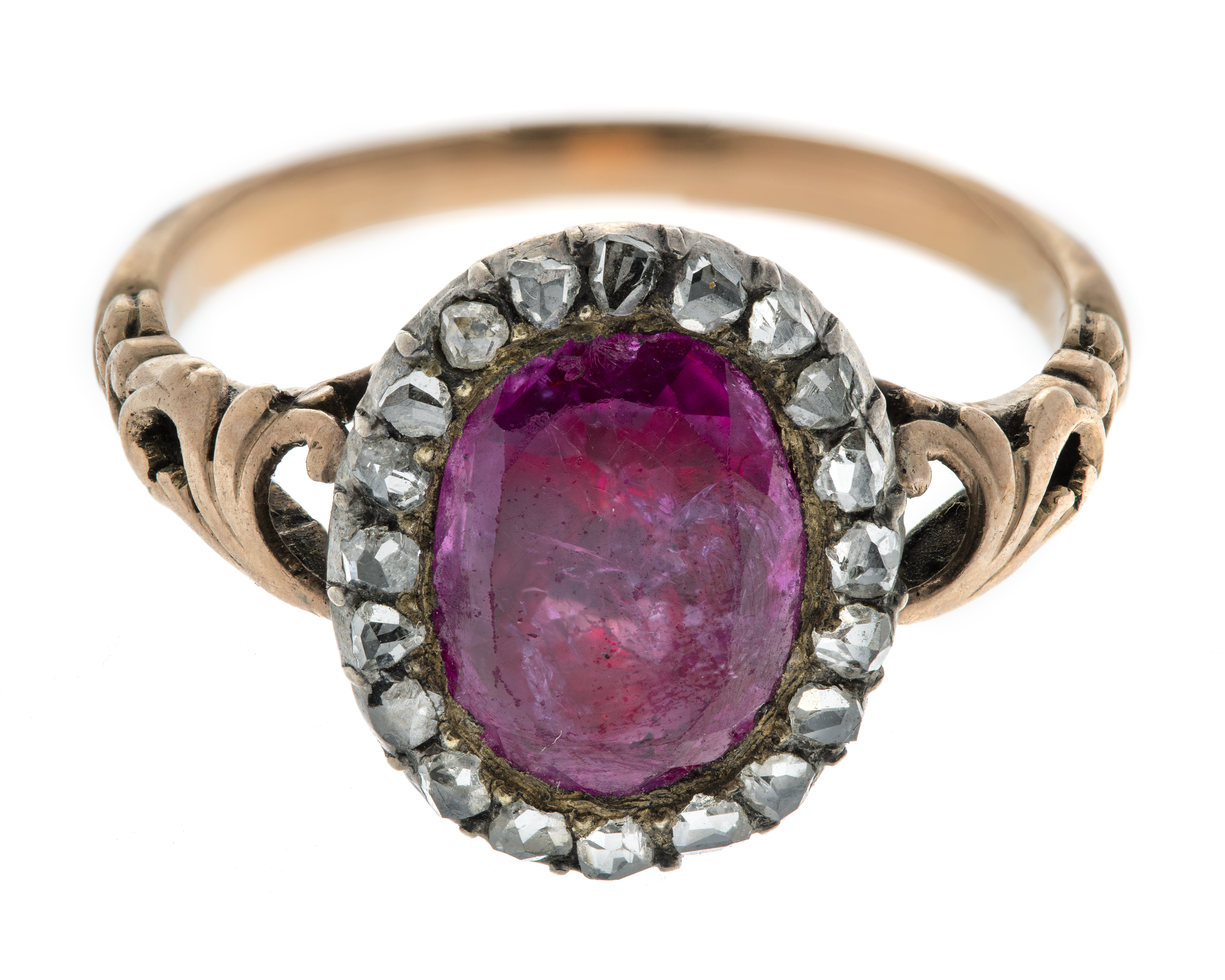
Fingerring av guld med rubin och rosenstenar.